# Кучерявовладимировский сельский совет (Чаплинский район)
Кучерявовладимировский сельский совет (укр. Кучерявоволодимирівська сільська рада) — входит в состав
Чаплинского района
Херсонской области
Украины.
Административный центр сельского совета находится в 
с. Кучерявовладимировка
.

## История
- 1921 — дата образования.

## Населённые пункты совета
- с. Кучерявовладимировка
- с. Кудрявое